# Nous sommes les 99 %

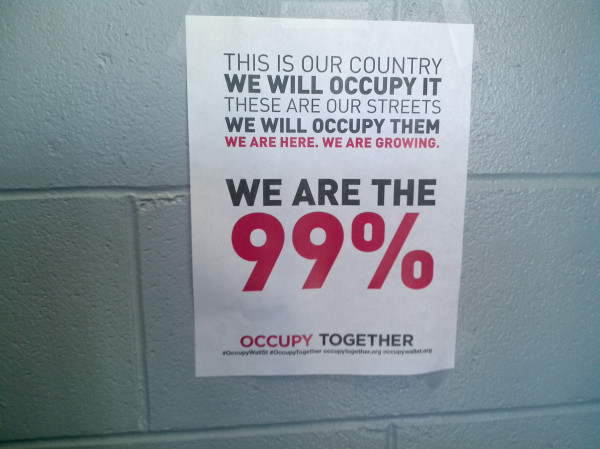
Affiche pour la manifestation Occupy Wall Street.

« Ce que nous avons tous en commun, c'est que nous sommes les 99 % qui ne tolèrent plus l'avidité et la corruption des 1 % restant. »

— OccupyWallSt.org, ‘Occupy Wall Street' to Turn Manhattan into ‘Tahrir Square'
« Nous sommes les 99 % » (« We are the 99% » en anglais) est un slogan politique, devenu ensuite un mème internet, qui a émergé du mouvement Occupy Wall Street. Les critiques et les observateurs disent que le slogan est une référence aux inégalités économiques et démocratiques entre les élites et le reste des citoyens des États-Unis.